# Mónica Miranda
Mónica Miranda (Madrid, 1985) es una actriz española conocida por interpretar al personaje de Alma en la serie de Netflix 'Las de la Última Fila'. Es licenciada en Arte Dramático, especialidad en Interpretación Textual, por la Real Escuela Superior de Arte Dramático de Madrid. En noviembre de 2022 recibió el Premio Ley del Deseo en la XXV edición del Festival Internacional de Cine LGBT de Extremadura, FanCineGay.  

## Series
| Año  | Serie                 | Papel     | Tipo           | Dirección                      |
| ---- | --------------------- | --------- | -------------- | ------------------------------ |
| 2021 | Las de la Última Fila | Alma      | Coprotagonista | Daniel Sánchez-Arévalo         |
| 2021 | Dos vidas             | Olga      | Personaje fijo | Bambú Producciones             |
| 2020 | By Ana Milán          | -         | Secundaria     | Buen día Producciones          |
| 2018 | La que se avecina     | Almudena  | Episódico      | Miguel Albadalejo              |
| 2017 | Centro médico         | Mila      | Episódico      | Ismael Morillo y Eva Bermúdez. |
| 2016 | Amar es para siempre  | Olga      | Episódico      | Eduardo Casanova               |
| 2015 | Centro médico         | Mayte     | Episódico      | Ismael Morillo                 |
| 2013 | Aída                  | Elena     | Episódico      | Roberto Monge                  |
| 2011 | Cuéntame              | -         | Episódico      | Agustín Crespi                 |
| 2009 | UCO                   | Carmen    | Episódico      | Agustín Crespi                 |
| 2000 | Tripulantes           | Alejandra | Protagonista   | Canal 8                        |

## Cine
| Año  | Película              | Papel    | Dirección        |
| ---- | --------------------- | -------- | ---------------- |
| 2018 | Todos lo saben        | Marta    | Asghar Farhadi   |
| 2018 | Estrella Damm         | Claudia  | Dani de la Torre |
| 2014 | Chicas Paranoicas     | Alicia   | Pedro del Santo  |
| 2014 | Neuroworld            | Mónika   | Borja Crespo     |
| 2013 | Concierto para arañas | Alma     | Aarón Rodríguez  |
| 2007 | Aprendiendo a vivir   | Patricia | José María Caro  |

## Cortometrajes
| Año  | Cortometraje             | Papel           | Dirección                        |
| ---- | ------------------------ | --------------- | -------------------------------- |
| 2017 | Run Runner Run           | Laura           | Karim Shaker                     |
| 2016 | Nerón                    | Alma            | Rubin Stein                      |
| 2016 | Ábaco                    | Chloe           | Max Larruy                       |
| 2013 | Acces                    | Diana           | Antonio Prado Lorenzo            |
| 2013 | Pantallas de cartón      | Ella            | Eduardo Garteizgogeascoa         |
| 2011 | Horas bajas              | -               | Nerea Ballesteros                |
| 2010 | Nekya                    | Personaje único | Lucía Ruiz Assin                 |
| 2008 | Zombies and Cigarettes   | Denisse         | Iñaqui San Román y Rafa Martínez |
| 2008 | Las Gafas                | Adivina         | Javier Tejedo                    |
| 2007 | Física y Química         | Tina            | Manuel Dañino                    |
| 2007 | Mal nacida               | Verónica        | Rubén Bautista                   |
| 2007 | Historia de un encuentro | Valeria         | Paola Chan Ruiz                  |
| 2007 | Esto no es lo que parece | -               | Jorge Vidal                      |
| 2006 | Turno de noche           | Alex            | Alejandra Baguero                |
| 2004 | Mía y tu voz             | Mía             | Rubén Bautista                   |
| 2003 | Sin Aurora               | Aurora          | Rubén Bautista                   |
| 2003 | Coral                    | Coral           | Rafael Salazar                   |

## Teatro
| Año       | Obra                        | Papel               | Dirección                                          |
| --------- | --------------------------- | ------------------- | -------------------------------------------------- |
| 2024      | The Shit Show               | Donna Rotunno       | Elisabet Altube                                    |
| 2023      | El Cuento del Tomate Frito  | Inma                | Marta Guerra y Egoitz Sánchez                      |
| 2023      | Safo                        | Musa                | Christina Rosenvinge, Marta Pazos y María Folguera |
| 2017-2018 | NoSoTRaS                    | Jana                | Mónica Miranda                                     |
| 2017-2018 | Chicas del Montoff          | Michu               | Roberto Terán                                      |
| 2015-2018 | El Turbio caso de Miranda T | Miranda             | Roberto Terán                                      |
| 2017      | Mártir                      | Erika               | Josete Corral                                      |
| 2014-2015 | Sunshine                    | Sunshine            | Carlos Silveira                                    |
| 2014-2015 | Trinidad                    | Trinidad            | Nacho Sevilla                                      |
| 2013      | Disidente, claro            | Hermana             | Beatriz Saiz y Micaela Cillóniz                    |
| 2012      | El muro                     | Pink                | Rodrigo Alonso                                     |
| 2012      | Bonita pero ordinaria       | Ritinha y Dña Berta | Mariano Gracia y Carlos Silveira                   |
| 2012      | El beso en el asfalto       | Barros              | Mariano Gracia y Carlos Silveira                   |
| 2010-2012 | A solas con Marilyn         | Obra coral          | Mariano Gracia                                     |
| 2011      | Trabajos de amor perdidos   | Rosalina            | Javier Vázquez                                     |
| 2011      | Jadea                       | Medea (obra coral)  | Dir. Javier Vázquez                                |
| 2010      | Un muerto                   | Mujer               | Diego Domínguez                                    |
| 2005-2006 | Loft no es amor             | Alicia              | Cesar Lucendo                                      |
| 2004      | HurlyBurly                  | Donna               | Crea Joven, Murcia                                 |
| 2003      | Los grises                  |                     |                                                    |

## Microteatro
| Año       | Obra                                | Personaje | Dirección              |
| --------- | ----------------------------------- | --------- | ---------------------- |
| 2017      | Mi gato nunca me comería            | Camarera  | José Carralero         |
| 2017      | Hasta que el apocalípsis nos separe | Clara     | David Lorente          |
| 2016      | Desamor eterno                      | Clara     | Javi V y Alejandro Az  |
| 2016-2017 | Jose Luis”                          | Julia     | Virginia Rodriguez     |
| 2015      | CenITcienta                         | Miranda   | Javi V y Alejandro Az  |
| 2015      | Lavar y cortar                      | Mariola   | Javi V                 |
| 2014-2015 | ¿Qué hisiste abusadora?             | Mónica    | María Miranda y Javi V |
| 2013      | El Origen de las cobayas            | Ella      | Carlos Silveira        |